# Diflorasone diacetate
Diflorasone diacetate là một steroid điển hình có trong dạng kem. Nó được sản xuất bởi E. Fougera & Co. và được sử dụng làm thuốc chống viêm và chống ngứa, cũng như các thuốc corticosteroid tại chỗ khác. Nó được kê cho bệnh vẩy nến và viêm da dị ứng, kèm theo một số các điều kiện khác. Đánh gia theo hiệu lực, nó được coi là một loại steroid Loại I (của các lớp I-IV). 
Không có nghiên cứu động vật dài hạn nào được thực hiện để xác định liệu diflorasone diacetate có thể gây ra các đặc tính gây ung thư. 
Có rất ít dữ liệu về việc liệu diflorasone diacetate có thể có mặt với số lượng đủ lớn để gây hại cho trẻ sơ sinh.